# Pallamano ai Giochi della XXXII Olimpiade
I tornei olimpici di pallamano dei Giochi di Tokyo si sono svolti tra il 24 luglio e l'8 agosto 2021. L'impianto che ha ospitato l'evento è lo Yoyogi National Gymnasium, situato nel quartiere Shibuya di Tokyo. Il torneo, così come tutti gli altri tornei dei Giochi della XXXII Olimpiade, si sarebbe dovuto tenere nelle stesse date nel 2020, ma, a causa della pandemia di COVID-19 che ha colpito il Giappone e il mondo intero nel 2020, i Giochi olimpici sono stati posticipati di un anno.
Hanno preso parte al torneo 12 formazioni maschili e 12 formazioni femminili.

## Calendario
| Uomini | 1ºT |     | 1ºT |     | 1ºT |     | 1ºT |     | 1ºT |     | QF |    | SF |    | Fin |     | 1 |
| Donne  |     | 1ºT |     | 1ºT |     | 1ºT |     | 1ºT |     | 1ºT |    | QF |    | SF |     | Fin | 1 |
| Totale |     |     |     |     |     |     |     |     |     |     |    |    |    |    | 1   | 1   | 2 |

| Gironi preliminari | Quarti di finale | Semifinali | Finali |

## Tornei

### Squadre qualificate
|                                     | Data                      | Sede                      | Posti | Qualificate        |
| ----------------------------------- | ------------------------- | ------------------------- | ----- | ------------------ |
| Paese organizzatore                 |                           |                           | 1     | Giappone           |
| Campionato mondiale 2019            | 10-27 gennaio 2019        | Danimarca & Germania      | 1     | Danimarca          |
| Giochi Panamericani 2019            | 31 luglio - 5 agosto 2019 | Perù                      | 1     | Argentina          |
| Torneo asiatico di qualificazione   | 17-27 ottobre 2019        | Qatar                     | 1     | Bahrein            |
| Campionato africano 2020            | 15-25 gennaio 2020        | Tunisia                   | 1     | Egitto             |
| Campionato europeo 2020             | 15-31 gennaio 2020        | Austria- Norvegia- Svezia | 1     | Spagna             |
| Torneo olimpico di qualificazione 1 | 12-14 marzo 2021          | Montenegro                | 2     | Norvegia Brasile   |
| Torneo olimpico di qualificazione 2 | 12-14 marzo 2021          | Francia                   | 2     | Francia Portogallo |
| Torneo olimpico di qualificazione 3 | 12-14 marzo 2021          | Germania                  | 2     | Germania Svezia    |
| Totale                              |                           |                           | 12    |                    |

### Femminile
|                                     | Data                           | Sede       | Posti | Qualificate         |
| ----------------------------------- | ------------------------------ | ---------- | ----- | ------------------- |
| Paese organizzatore                 |                                |            | 1     | Giappone            |
| Campionato europeo 2018             | 29 novembre - 16 dicembre 2018 | Francia    | 1     | Francia             |
| Giochi Panamericani 2019            | 24-30 luglio 2019              | Perù       | 1     | Brasile             |
| Torneo asiatico di qualificazione   | 23-29 settembre 2019           | Cina       | 1     | Corea del Sud       |
| Torneo africano di qualificazione   | 26-29 settembre 2019           | Senegal    | 1     | Angola              |
| Campionato mondiale 2019            | 29 novembre - 15 dicembre 2019 | Giappone   | 1     | Paesi Bassi         |
| Torneo olimpico di qualificazione 1 | 19-21 marzo 2021               | Spagna     | 2     | Spagna Svezia       |
| Torneo olimpico di qualificazione 2 | 19-21 marzo 2021               | Ungheria   | 2     | ROC Ungheria        |
| Torneo olimpico di qualificazione 3 | 19-21 marzo 2021               | Montenegro | 2     | Montenegro Norvegia |
| Totale                              |                                |            | 12    |                     |

## Podi
| Evento                      | Oro     | Argento   | Bronzo   |
| Torneo maschile (dettagli)  | Francia | Danimarca | Spagna   |
| Torneo femminile (dettagli) | Francia | ROC       | Norvegia |

## Medagliere
| Pos.   | Paese     | Oro | Argento | Bronzo | Totale |
| ------ | --------- | --- | ------- | ------ | ------ |
| 1      | Francia   | 2   | 0       | 0      | 2      |
| 2      | Danimarca | 0   | 1       | 0      | 1      |
| 2      | ROC       | 0   | 1       | 0      | 1      |
| 4      | Norvegia  | 0   | 0       | 1      | 1      |
| 4      | Spagna    | 0   | 0       | 1      | 1      |
| Totale | Totale    | 2   | 2       | 2      | 6      |